# Herb gminy Klwów
Herb gminy Klwów – symbol gminy Klwów.

## Wygląd i symbolika
Herb przedstawia na tarczy w polu czerwonym dwie białe wieże, zwieńczone czarnymi dachami ze złotą kulą u szczytu, połączone murem. Jest to nawiązanie do historycznego symbolu miasta Klwów.